# Väätsa
Väätsa (deutsch: Waetz) war eine Landgemeinde im estnischen Kreis Järva mit einer Fläche von 195 km². Sie hatte 1487 Einwohner (2010).
Väätsa wurde erstmals 1564 urkundlich erwähnt. Schriftliche Quellen sprechen ab 1639 von einem Herrenhaus. Das heutige Herrenhaus stammt aus der ersten Hälfte des 19. Jahrhunderts. Es wurde im frühklassizistischen Stil erbaut. In ihm befindet sich seit 1925 eine Schule.
Zur Landgemeinde Väätsa gehörten die elf Dörfer Aasuvälja, Lõõla, Piiumetsa, Reopalu, Roovere, Röa, Saueaugu, Ülejõe, Vissuvere, Väätsa und Väljataguse.